# Je suis vivant, mais j'ai peur
Je suis vivant, mais j'ai peur est un roman dystopique de science-fiction de 224 pages écrit par Gilbert Deflez en 1974, paru aux éditions Galliera dans la collection Fantastique, doublé d'un disque 33 tours composé par Jacky Chalard dans lequel Gilbert Deflez lit son texte. L'album est édité par Pathé Marconi-EMI en 1974 puis réédité en CD et vinyle en 2010 par Finders Keepers Records.

## Synopsis
Dans l'espace, un homme sort d'une hibernation. Il se souvient de ce qui s'est passé sur la Terre. Le XXe siècle s'est achevé en cataclysme, après les méfaits provoqués par des manipulations génétiques, la police toute puissante et les politiciens corrompus...

## Pistes
Toutes les pistes sont écrites par Gilbert Deflez et composées par Jacky Chalard. La liste des pistes correspond au disque vinyle 33 tours de 1974.
Face A
| 1.          | L'Agonie                                            | 2:16 |
| 2.          | L'Interrogatoire                                    | 3:17 |
| 3.          | Interligne 1                                        | 0:46 |
| 4.          | La Collecte des cœurs                               | 4:17 |
| 5.          | Interligne 2                                        | 0:54 |
| 6.          | Le Perroquet                                        | 3:35 |
| 7.          | Si je t'offrais une branche d'amour (la Mandragore) | 3:25 |
| 18 min 30 s |                                                     |      |

Face B
| 1.          | Les Scandales      | 3:2  |
| 2.          | Interligne 3       | 0:53 |
| 3.          | Pollution          | 5:20 |
| 4.          | Interligne 4       | 1:5  |
| 5.          | Après l'apocalypse | 6:30 |
| 17 min 55 s |                    |      |

### Rééditions CD et vinyle
La réédition en CD chez Finders Keepers Records de 2010 comporte quatre pistes additionnelles :
- L'Agonie en version instrumentale (3 min 3 s) ;
- Corto Maltese (3 min 9 s) ;
- Corto Maltese en version instrumentale (3 min 10 s) ;
- Super Man - Super Cool de Jacky Chalard (4 min 49 s).

La version instrumentale de l'Agonie figure également dans la réédition vinyle de 2010 effectuée par le même label.

## Distribution
- Composition musicale : Jacky Chalard
- Textes : Gilbert Deflez
- Direction artistique : L. Thierry Mieg
- Ingénieur du son : C. Wagner
- Technicien : J.-F. Crépin
- Dessins : Enki Bilal
- Pochette dessinée par Gilbert Deflez
- Ont également participé à ce disque : Jacques Ball, Jean-Bernard Hebey, Hubert, François Jouffa, Jean-Lou Lafon et Frank Lipsik.